# Économiseur d'essence
Un économiseur d'essence est un dispositif vendu sur le marché parallèle des accessoires automobile, donc ni monté d'origine ni vendu par un constructeur automobile ; ces dispositifs promettent des gains en consommation de carburant voire également de puissance.

## Description
Les économiseurs de carburant prétendent agir sur le dit carburant ou sur d'air admit, le but est d'obtenir une meilleure combustion du carburant. Parmi les promesses les plus répandues, on peut citer une réduction entre 10 et 15 % de la consommation d'essence, une réduction des émissions, une meilleure performance globale du moteur avec un gain de puissance à la clé. Ils sont généralement d'un bas coût de production.

## Types d'économiseurs d'essence
Parmi les types d'économiseurs de carburant présents sur le marché on peut citer les additifs au carburant (additifs déjà présents dans les carburants haut de game) et les objets (le plus souvent des aimants) se plaçant sur le circuit des injecteurs.

## Analyses du marché
Selon une association de défense des consommateurs américaine, sur trois marques testées (un additif censé provoquer une meilleure combustion d'essence et deux objets à placer avant les injecteurs sur le circuit de carburant) aucune n'a donné de résultats significatifs d'économie d'essence.

## Essais sur banc moteur
Aucun de ces systèmes n’est monté d’origine ou en seconde monte ou même proposé à la vente par les constructeurs. Pour cause : depuis les années 1970 les constructeurs automobiles ont testé ces systèmes à plusieurs reprises sur bancs moteurs et véhicules roulants, essais parfois demandés par des concessionnaires sceptiques. Quel que soit le système ou la façon de l’utiliser, les économies de carburant ne sont que dans le discours de ceux qui les vendent. 
Après démontage complet, on peut constater que la plupart des systèmes sont des aimants permanents, ce qui n'a aucun effet sur l'essence ou le diesel. Les aimants agissent seulement sur les particules de fer, non présentes dans les carburants.